# چشم‌های بسته از خواب
چشم‌های بسته از خواب اثری نوشته محمد چرمشیر است که حاوی دو نمایشنامه نیمه‌بلند است: اولی که عنوان خود را به جلد کتاب هم بخشیده، آن‌گونه که خود نویسنده قید کرده، بازخوانی قصه‌ای است با نام نویسنده‌ام قاتل است نوشته برنارد مالامود و که توسط اسدالله امرایی به فارسی ترجمه شده‌است. و دومی که عبدل‌میمون لات پاکوتاه نام دارد، همان‌طور که از عنوانش نیز برمی‌آید و نویسنده هم اشاره داشته، یک هجویه است. این دو نمایش‌نامه نه تنها هیچ ربطی به یکدیگر ندارند، که اصلاً فضای آن‌ها باهم متفاوت است: اولی خیلی عبوس و تلخ و جدی است و دومی بن‌مایه شوخی و دست انداختن و لودگی دارد.

وحید عمرانی دربارهٔ این نمایشنامه که به به کارگردانی یوسف باپیری در خانه هنرمندان ایران (سالن استاد انتظامی) به صحنه رفت گفت:
ماجرا در فضای کوچکی اتفاق می‌افتد. مکانی که به یک کمد لباس جادار بیشتر شبیه است تا به اتاق یک خانه. یک در ورودی واقع‌شده در انتها و وسط صحنه می‌بینیم. کاراکترها عبارتند از یک مادر با پسر و دختر جوانش و پدری که تنها نامی از او برده می‌شود و با این‌که در صحنه نیست اما سایهٔ سنگینش بر فضا حکمرانی می‌کند. این سه مدام از پدر می‌گویند و بیش از همه نامش ورد زبان پسر است. پسر تعادل روانی ندارد، آشفته‌حال است و اطوارش به بیماران بستری در تیمارستان می‌خورد. او اعتقاد دارد که پدرش دائم مراقب اوست و کاری جز پاییدنش ندارد. پدر زندگی او را مختل کرده و تک‌به‌تک حرکات او را زیر نظر دارد. این جریان زندگی پسر را از روال معمولی خارج کرده و او را دچار بی تعادلی ساخته‌است.
این نمایشنامه بارها در سالن‌های مختلف تهران و شهرهای دیگر به روی صحنه رفته‌است.